# San Giusto (L 9894)
La  San Giusto è una nave d'assalto anfibio (LPD) della Marina Militare italiana ed è la prima e unica nave della classe San Giusto, che costituisce una versione migliorata e potenziata della Classe San Giorgio..

## Caratteristiche
La nave, costruita come le altre dalla Fincantieri a Riva Trigoso è entrata in servizio nel 1994 e viene classificata LPD. La differenza principale con le altre unità della classe sta nel propulsore, leggermente più potente e nel ponte di volo che è 3/4 di quello delle sorelle. Il ponte, a differenza di quanto avvenuto per le altre due navi, non ha subito un ampliamento ed è stata mantenuta  l'installazione a prua del cannone da 76/62mm Super Rapido che ne aumenta le capacità difensive, anche ai fini dei suoi compiti come nave scuola.

## Attività
È utilizzata principalmente come unità navale della forza da sbarco della Marina, ma anche come nave scuola.

### Nave scuola
Gli ampi spazi e le capacità di alloggio ne consentono l'impiego anche come Nave Scuola, per Allievi ufficiali o delle scuole sottufficiali.
Dotata a tale scopo di attrezzature didattiche e specialistiche, l'unità svolge in particolare il ruolo di Nave Scuola per gli Allievi Ufficiali del 2º anno dell'Accademia Navale di Livorno, un ruolo che in passato nella Marina Militare era stato svolto dal Montecuccoli, dal San Giorgio e dal Duilio.

### Attività operativa
L'attività operativa di questa unità è molto intensa, svolgendo oltre all'attività di squadra il compito di Nave Scuola. Nel 1999 durante la crisi di Timor Est trasportò sull'isola un reparto di incursori dei COMSUBIN. Nel 2002 ha effettuato per gli allievi dell'Accademia una Campagna Istruzione in Nord Europa durata dal 5 luglio al 29 settembre percorrendo 10887 miglia e prendendo parte alle celebrazioni per il 750º Anniversario della città di Stoccolma e del 125º Anniversario della città di Bremerhaven.
Nel corso del 2004 dopo avere effettuato dal 30 maggio al 10 luglio, per gli Allievi 1ª classe Marescialli, una Campagna Istruzione in Mediterraneo occidentale ed Atlantico Orientale, successivamente dal 18 luglio al 26 settembre ha effettuato per gli allievi della 2ª classe dell'Accademia una Campagna Istruzione in Nord Europa.
La campagna addestrativa del 2005, svolta nel Mediterraneo ha visto imbarcati anche 12 Allievi ufficiali di marine straniere, mentre nell'estate del 2006 la campagna addestrativa svolta nel Mediterraneo Orientale è stata breve in quanto l'unità è stata impegnata poi in Libano nell'operazione Leonte insieme alle altre unità della Classe San Giorgio e al Garibaldi. Nel corso di questi anni il San Giusto è stato anche impegnato nell'operazione Antica Babilonia.
Nel corso dell'estate 2010, Nave San Giusto è stata impegnata in una campagna addestrativa, a favore degli allievi dell'Accademia Navale di Livorno, in Nord America.
Nell'estate 2011 l'Unità è stata sede del Comando Navale dell'operazione "Unified Protector" che ha visto la NATO intervenire in Libia.

## Unità
| Marina Militare Classe San Giorgio | Marina Militare Classe San Giorgio | Marina Militare Classe San Giorgio | Marina Militare Classe San Giorgio | Marina Militare Classe San Giorgio | Marina Militare Classe San Giorgio | Marina Militare Classe San Giorgio | Marina Militare Classe San Giorgio |
| Nome                               | Matricola                          | cantiere                           | Impostazione                       | Varo                               | Consegna                           | Base                               | ITU                                |
| ---------------------------------- | ---------------------------------- | ---------------------------------- | ---------------------------------- | ---------------------------------- | ---------------------------------- | ---------------------------------- | ---------------------------------- |
| San Giusto                         | L 9894                             | Riva Trigoso                       | 19 agosto 1991                     | 23 ottobre 1993                    | 14 aprile 1994                     | Brindisi                           |                                    |

## Galleria d'immagini

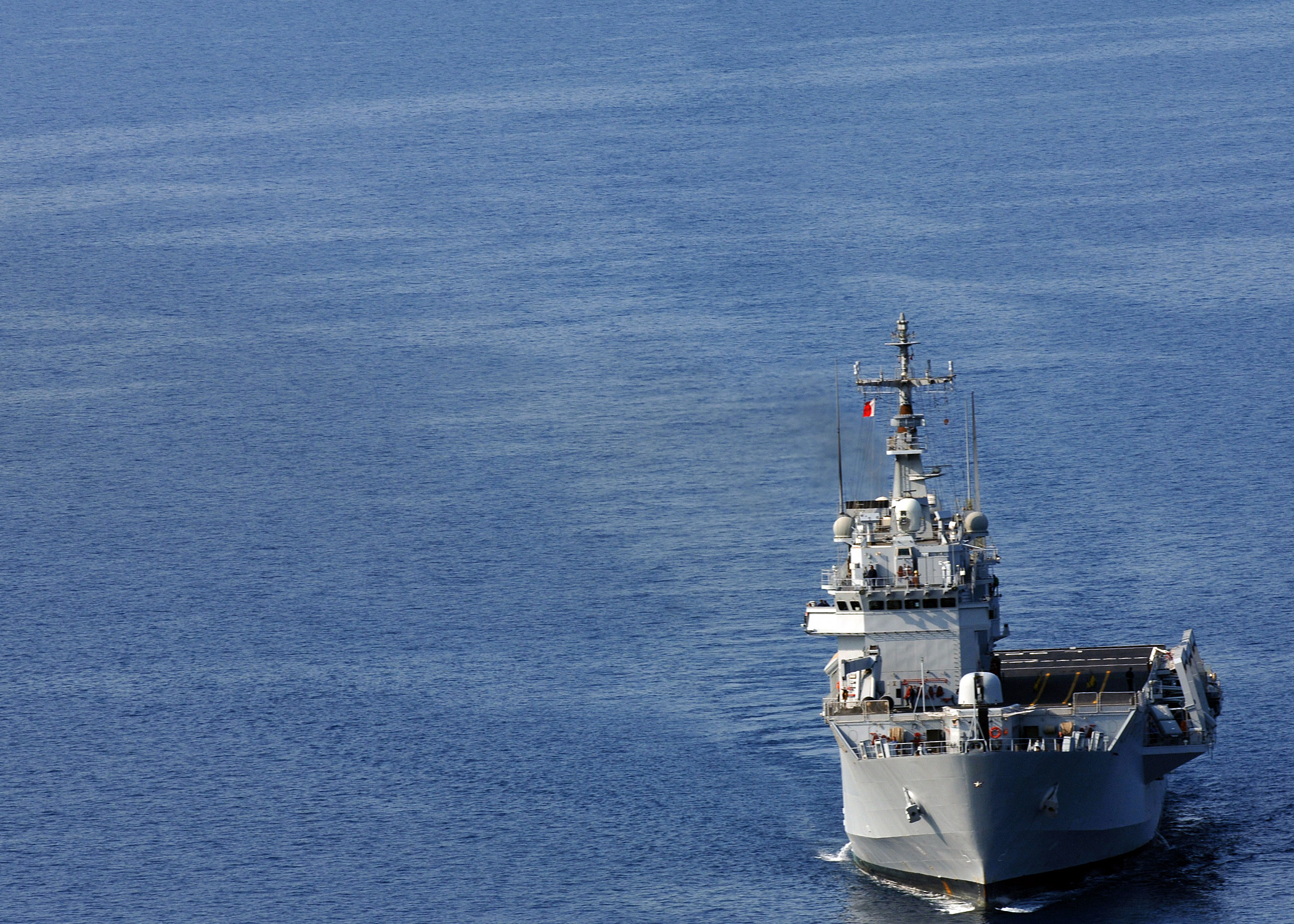
La nave nel 2005 nel golfo di Taranto durante l'esercitazione Sorbet Royal
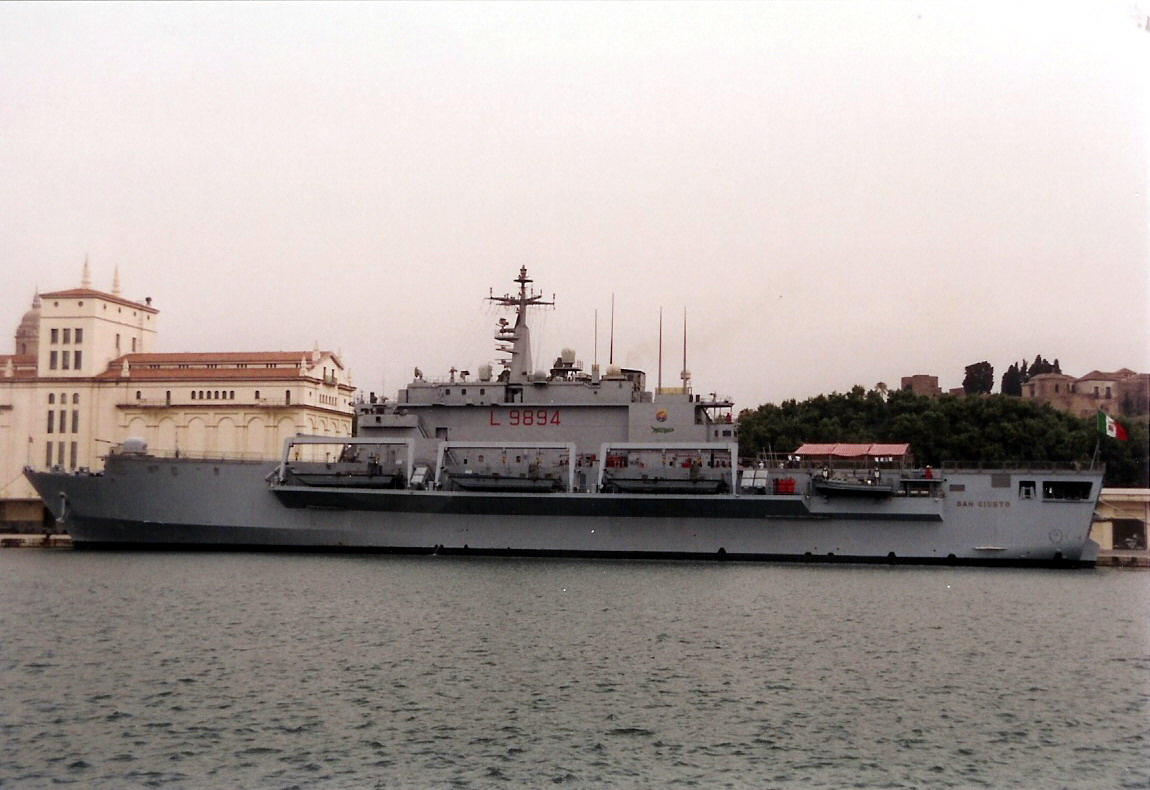
Nave San Giusto ormeggiata a Malaga
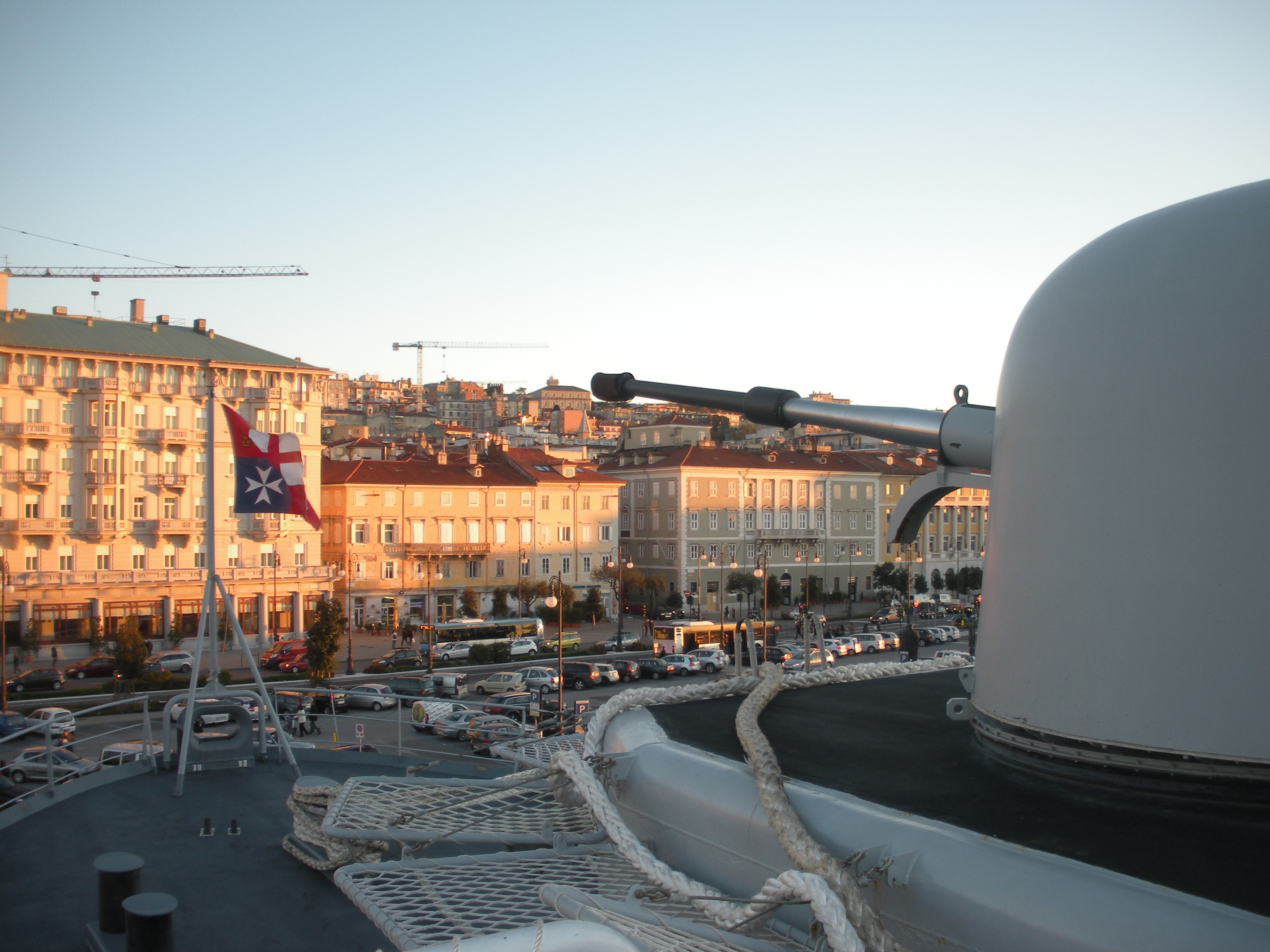
Nave San Giusto nel porto di Trieste